# Paljugi
Paljugi falu Horvátországban Zágráb megyében. Közigazgatásilag Jasztrebarszkához tartozik.

## Fekvése
Zágrábtól 34 km-re délnyugatra, községközpontjától 9 km-re északnyugatra, a Plešivica-hegység egyik irtványán fekszik.

## Története
A falunak 1857-ben 81, 1910-ben 110 lakosa volt. Trianon előtt Zágráb vármegye Jaskai járásához tartozott. 2001-ben 17 lakosa volt.

## Lakosság
| Lakosság változása | Lakosság változása | Lakosság változása | Lakosság változása | Lakosság változása | Lakosság változása | Lakosság változása | Lakosság változása | Lakosság változása | Lakosság változása | Lakosság változása | Lakosság változása | Lakosság változása | Lakosság változása | Lakosság változása |
| ------------------ | ------------------ | ------------------ | ------------------ | ------------------ | ------------------ | ------------------ | ------------------ | ------------------ | ------------------ | ------------------ | ------------------ | ------------------ | ------------------ | ------------------ |
| 1857               | 1869               | 1880               | 1890               | 1900               | 1910               | 1921               | 1931               | 1948               | 1953               | 1961               | 1971               | 1981               | 1991               | 2001               |
| 81                 | 84                 | 99                 | 101                | 116                | 110                | 101                | 98                 | 78                 | 67                 | 62                 | 63                 | 52                 | 41                 | 17                 |

## Külső hivatkozások
Jasztrebaszka város hivatalos oldala